# Perdiguers (Castellar de la Ribera)
Perdiguers és una masia del segle xi del terme de Ceuró. S'aixeca dalt d'un tossal, a 600 m d'altitud el vessant oriental del qual mena les seves aigües al torrent de la Vila i l'occidental al torrent dels Llops.
500 m.(vo) al sud s'hi aixeca la  Vila de Perdiguers